# Маскалевский, Яков Алексеевич
Москале́вский, Я́ков Алексеевич «Золотой Зуб» (? — 1922) — повстанческий атаман, участник махновского движения.

## Прозвище
Москалевскому дали прозвище «Золотой Зуб» белогвардейцы.

## Жизнеописание
Яков родился в селе Екатериновка Мариупольского уезда у Алексея Никодимовича Москалевского и его жены Феодосии Власовны. Во время Первой мировой стал полным георгиевским кавалером и получил чин прапорщика, после войны работал шахтером.
С 1918 года начал участвовать в революционных действиях анархических групп, в этом же году организовал отряд (максимальное количество доходило до 600—700 сабель, 30 — 40 тачанок с пулеметами), который боролся против коммунаров и белогвардейцев.
Во время пребывания батьки Махно со своим войском в составе Красной армии, Москалевский воевал против коммунаров, разгонял их организацию еще в зародыше, раздавал крестьянам землю. Ни один повстанец его шайки не грабил и не обворовывал местное население.
Со своим отрядом атаман участвовал в боях вблизи Гуляйполя и Александровска (Запорожье), был отмечен за храбрость самим Махно.
В 1920—1921 гг. отряд начинает распадаться, бойцы отчаялись в победе и начали расходиться по домам, на большинство ждали жены и старые родители.
22 марта 1921 года отряд Золотого Зуба численностью 150 человек с 3 пулеметами по льду Азовского моря ушли в Ейск, а часть осталась в Мариупольском уезде и ожидали прихода Белаша. С приходом последнего повстанцы присоединились к нему.
13 июля 1921 года отряд Золотого Зуба выбил с села Марьевки 2-ю роту 90 батальона ВЧК, потерпев поражение красные отступили на Вознесенский рудник. В этот же день отряд Якова в 300 сабель при 10 пулеметах присоединился к Махно. Оставив в Марьевке отряд 150 сабель и 100 штыков, Яков со второй частью отряда направился в Ново-Михайловку, которую также занял, далее вместе с Махно он двинулся в юго-восточном направлении в Таганрогский округ Донецкой губернии.
И все же до 1922 года Москалевский имел 250—300 повстанцев, закаленных боями сорвиголов. Но дала о себе знать усталость, в конце 1922 года атаман был захвачен и при попытке сбежать из тюрьмы был убит.